# Charles Hamilton, VIII conte di Haddington
Charles Hamilton, VIII conte di Haddington (5 luglio 1753 – 17 marzo 1828), è stato un nobile scozzese.

## Biografia
Era il figlio di Thomas Hamilton, VII conte di Haddington, e di sua moglie, Mary Lloyd.

## Carriera
Dopo aver succeduto al padre fu eletto membro del parlamento (1807-1812). Ha ricoperto la carica di Lord luogotenente di East Lothian (1804-1823). Come custode di Holyrood Park a Edimburgo, Haddington ha causato qualche polemica rifiutando di permettere ai membri del Aesculapian Club di estendere i percorsi e le aree dell'impianto del parco. Ha causato ulteriori controversie, quando iniziò l'estrazione fornire selciato per Londra di Salisbury Crags.

## Matrimonio
Sposò, il 30 aprile 1779, Lady Sophia Hope (?-8 marzo 1813), figlia di John Hope, II conte di Hopetoun. Ebbero un figlio:
- Thomas Hamilton, IX conte di Haddington (21 giugno 1780-1 dicembre 1858)

## Morte
Morì 17 marzo 1828.